# Jädeberi
Jädaberi es un corregimiento del distrito de Nole Duima en la comarca Ngäbe-Buglé, República de Panamá. La localidad tiene 1.476 habitantes (2010). Su traducción signifiva piedras picadas.